# Juliette Gréco : Si tu t'imagines/Les Feuilles mortes
Albums de Juliette Gréco
Gréco chante Jacques Brel, Henri Gougaud, Pierre Seghers
(1977) Juliette Gréco : Jolie Môme/Accordéon
(1983)
Juliette Gréco : Si tu t'imagines/Les Feuilles mortes est l'album studio volume 1 de l'anthologie discographique 1983 de Juliette Gréco.

## Titres
| 1.    | Je suis comme je suis                               | Jacques Prévert                  | Joseph Kosma    | 2:32 |
| 2.    | Rue des Blancs-Manteaux                             | Jean-Paul Sartre                 | Joseph Kosma    | 1:24 |
| 3.    | Les Canotiers                                       | Georges Walter                   | Philippe-Gérard | 3:45 |
| 4.    | C'était bien (Le P'tit Bal perdu)                   | Robert Nyel                      | Gaby Verlor     | 4:28 |
| 5.    | Si tu t'imagines                                    | Raymond Queneau                  | Joseph Kosma    | 2:51 |
| 6.    | La Fourmi                                           | Robert Desnos                    | Joseph Kosma    | 0:58 |
| 7.    | Paris Canaille                                      | Léo Ferré                        | Léo Ferré       | 3:26 |
| 8.    | Les Feuilles mortes (du film Les Portes de la nuit) | Jacques Prévert                  | Joseph Kosma    | 3:28 |
| 9.    | Mon homme                                           | Albert Willemetz Jacques Charles | Maurice Yvain   | 3:34 |
| 10.   | Je suis bien                                        | Jacques Brel                     | Jacques Brel    | 4:13 |
| 11.   | Les Pingouins                                       | Frédéric Botton                  | Frédéric Botton | 1:56 |
| 12.   | Parlez-moi d'amour                                  | Jean Lenoir                      | Jean Lenoir     | 3:39 |
| 13.   | Vieille                                             | Jacques Brel                     | Jacques Brel    | 2:58 |
| 39:12 |                                                     |                                  |                 |      |

## Crédits
- Direction d'orchestre et arrangements : François Rauber
- Piano : Gérard Jouannest
- Direction artistique : Gérard Meys pour les Productions Alleluia (Paris)
- Prise de son : Jean-Claude Charvier
- Gravure : Master One
- Enregistrement : janvier à octobre 1982[2] au Studio 92 à Boulogne-Billancourt (Hauts-de-Seine)
- Distribution : Disc'AZ
- Album original : 33 tours / LP Stéréo  Disque Meys 2 258.238 sorti en janvier 1983
- Pochette : 
  - Recto, photo de Juliette Gréco prise par Irmeli Jung à la terrasse du café Les Deux Magots à Saint-Germain-des-Prés
  - Verso, fac-similé d'un hommage manuscrit de Jean-Paul Sartre
- Maquette : René Carel

## Thèmes et contexte
Le succès de Juliette Gréco marque le pas en France des années 1970 jusqu'à la fin des années 1980, ce qui la contraint à recourir à différentes maisons de productions (Philips, Disques Barclay, RCA Victor puis les Disques Meys). Juliette Gréco dresse alors, à ce moment de sa carrière où elle tourne surtout sur les scènes étrangères, son anthologie discographique en 3 volumes initiée par Gérard Meys. Ce sont, pour la plupart, des chansons qu'elle a créées ; mais également des reprises de chansons du patrimoine français et symboles de la France à l'étranger telles que : Le Temps des cerises, « chant d'amour révolutionnaire » et grand classique de la chanson française (créée par le ténor Antoine Renard en 1868), Mon homme (créée par Mistinguett en 1920), Parlez-moi d'amour (créée par Lucienne Boyer en 1931), Les Feuilles mortes (créée par Cora Vaucaire en 1946 et chanson du film Les Portes de la nuit) et Sous le ciel de Paris (créée par Jean Bretonnière dans le film Sous le ciel de Paris en 1951). 